# Crepitación
Las crepitaciones son sonidos producidos en distintas situaciones médicas y que permiten el diagnóstico de diversas enfermedades. Se dice de ellos que son similares al ruido que se hace al pisar la nieve, al restregar los cabellos entre los dedos o al echar sal al fuego. Se detectan normalmente mediante el tacto en lugar del oído, debido a su baja intensidad. 
Debido a su carácter objetivo, se encuadran dentro de los signos y no de los síntomas (signos de crepitación).

## Etiología
- Presencia de aire en los conductillos pulmonares.
- Por el rozamiento entre sí de los extremos de un hueso fracturado.
- Por el rozamiento entre sí de las superficies sinoviales secas, llamándose en este último caso crepitación falsa o articular.
- Por la compresión de un enfisema subcutáneo o el roce de un tendón inflamado con la pared rugosa de la sinovial, llamándose entonces crepitación nívea.
- Por la compresión de coágulos en un hematoma, conocida como crepitación sanguínea.
- Al manipular articulaciones afectadas de hidrartrosis, conocida como crepitación de seda.